# Mesura d'apoderament de gènere
La mesura d'apoderament de gènere (MAG) és un índex macroeconòmic dissenyat per a mesurar la igualtat de gènere. La MAG és l'intent del Programa de les Nacions Unides per al Desenvolupament per a mesurar l'abast de la desigualtat de gènere als diferents països. La mesura es realitza basant-se en l'estimació dels tres indicadors següents:
- Els ingressos percebuts per dones i homes. Mesurat amb l'estimació dels ingressos rebuts per dones i homes (discriminació retributiva).
- L'accés a posicions de poder econòmic. Mesurat per la participació de dones i homes en posicions legisladores, alts funcionaris i directius. (corresponsabilitat social)
- L'accés a posicions de poder polític. Mesurat per la proporció de dones i homes amb escons parlamentaris. (corresponsabilitat social)

## Història
La mesura va ser introduïda l'any 1995 a l'Informe de Desenvolupament Humà comissariat pel Programa de les Nacions Unides per al Desenvolupament juntament amb l'Índex de desenvolupament humà relatiu al gènere (IDG). El seu objectiu era afegir a l'Índex de Desenvolupament Humà (IDH) una dimensió de gènere i rivalitzar amb els indicadors econòmics tradicionals enfocats als ingressos econòmics com el Producte Interior Brut (PIB) o el Producte Nacional Brut (PNB). (Vegeu també: Economia feminista)
Mahbub ul Haq, el primer director de l'oficina de l'Informe de Desenvolupament humà, va establir una sèrie de principis per a aquests nous indicadors, que havien de ser:Simples. Representable per un únic número. De fàcil càlcul. Fàcilment comparables per diferents països. Calculables amb números i índexs disponibles anualment. Calculables amb números fàcilment interpretables.